# Ravena (Sabará)
Ravena é um distrito do município brasileiro de Sabará, no estado de Minas Gerais. Segundo o censo demográfico de 2022, realizado pelo Instituto Brasileiro de Geografia e Estatística (IBGE), sua população era de 5 662 habitantes e havia 2 085 domicílios particulares permanentes ocupados. Possui área de 111,85 km² conforme a Fundação João Pinheiro (FJP).
De acordo com o IBGE, em 2010 a população era de 5 232 habitantes e havia 2 598 domicílios particulares.

## História e descrição

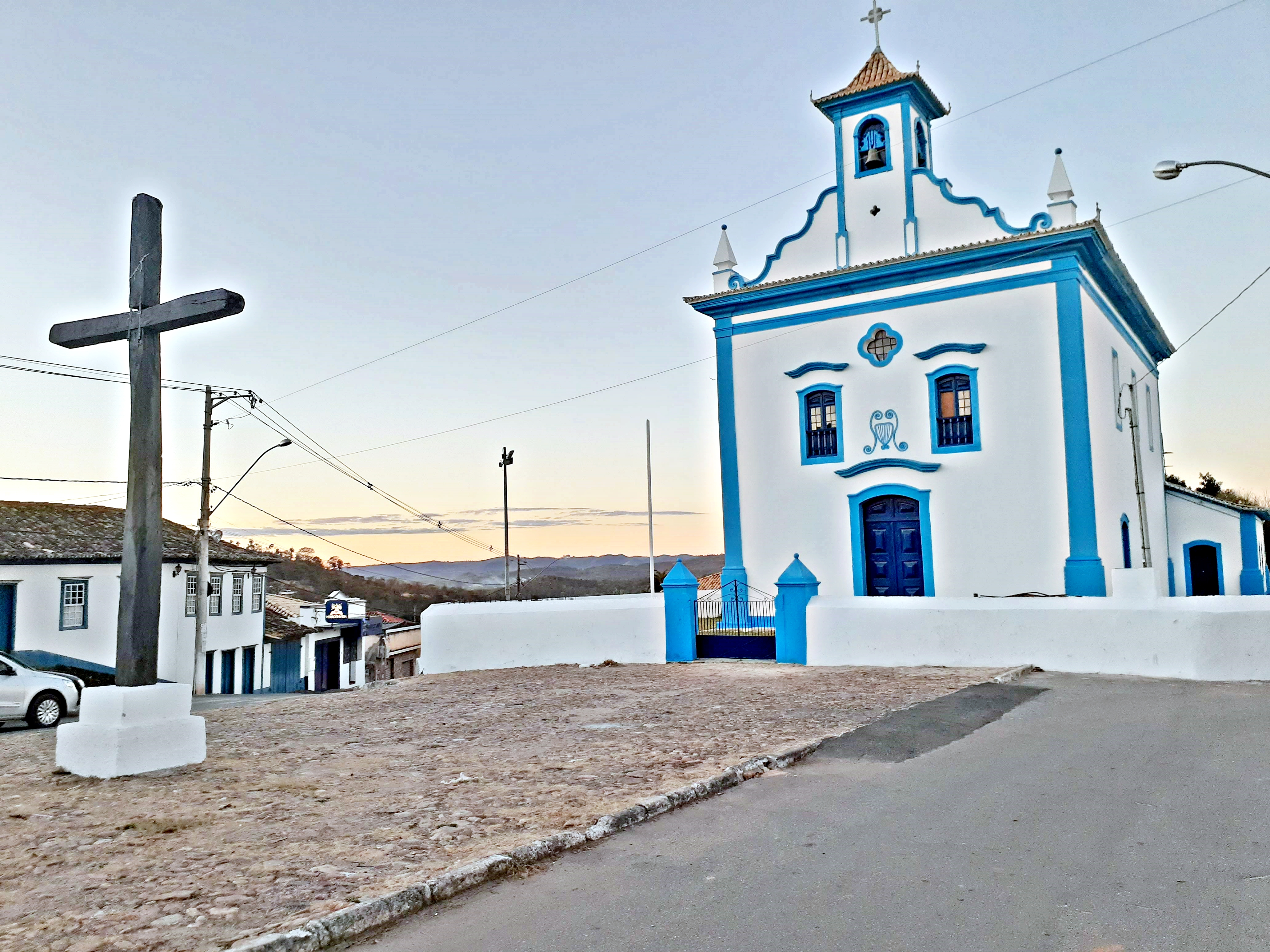
Igreja Nossa Senhora da Assunção construída no século XVIII, provavelmente antes de 1727.

Foi criado com o nome de Lapa pela lei provincial nº 725 de 16 de maio de 1855. Pelo decreto-lei estadual nº 148 de 17 de dezembro de 1938, foi anexado a Santa Luzia, passando a se chamar Ravena pelo decreto-lei estadual nº 1.058 de 31 de dezembro de 1943. Voltou a pertencer a Sabará pela lei nº 1.039 de 12 de dezembro de 1953.
Antigo Arraial da Lapa, está localizado ao norte do município, delimitado pela Serra da Piedade e vizinho dos municípios de Santa Luzia, Caeté e Taquaraçu de Minas. São bairros do distrito: Lava-pés, Ravenópolis, Palmital, Siqueira, Traíras, Fateiro e Barreiro Grande.
Sua área física é composta de florestas, matas cerradas, área de cultivo e um arraial urbano onde estão localizados os comércios, posto de saúde, posto telefônico, escolas, agência dos Correios e hotel.
Um dos seus marcos é Igreja de Nossa Senhora da Assunção, do século XVIII, que em 2010 passa por um processo de recuperação pelo IEPHA.
Ravena tem como padroeira Nossa Senhora da Assunção, comemorando sua festa em 15 de agosto. Na década de 1970, Ravena foi um dos maiores produtores de banana de Minas Gerais. Possui uma indústria de beneficiamento de leite: a Cotochés e uma fábrica de torrefação e moagem do café Riachuelo.